# 小倉岳 (大分県)

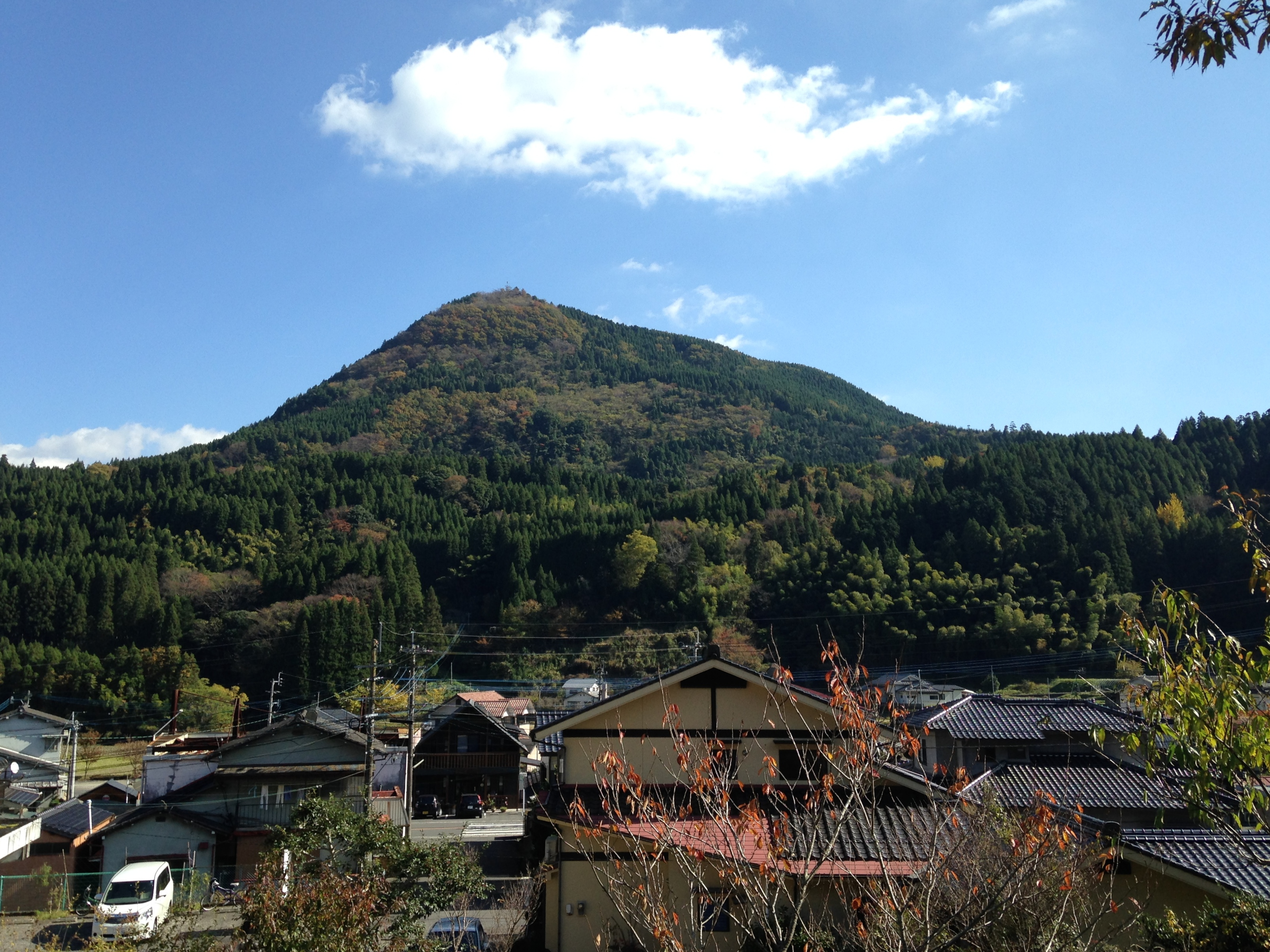
旧町田駅近くから望む小倉岳

小倉岳（おぐらだけ）は、大分県玖珠郡九重町にある標高770mの山である。

## 地理
山容が円錐型で、どこから見ても三角形に見えるため、「おにぎり山」とも呼ばれる。

## 歴史
山頂からは石器や石鉾が、山腹からは縄文時代から弥生時代の土器･石器が出土しており、古代には祭祀が行われえたと考えられている。旧宮原線町田駅近くにある小倉神社は、延長3年（925年）に阿蘇神社の分霊を小倉岳の山頂に勧請したことに始まり、元亨2年（1322年）に北西麓に遷座したものという。中世には小田氏の山城があり、後に大友氏の重臣であった国東の岐部氏が入った。